# Jamie Heward
James „Jamie“ Heward (* 30. März 1971 in Regina, Saskatchewan) ist ein ehemaliger kanadischer Eishockeyspieler sowie derzeitiger -trainer und -funktionär, der im Verlauf seiner aktiven Karriere zwischen 1987 und 2009 unter anderem 394 Spiele für die Toronto Maple Leafs, Nashville Predators, New York Islanders, Columbus Blue Jackets, Washington Capitals, Los Angeles Kings und Tampa Bay Lightning in der National Hockey League (NHL) auf der Position des Verteidigers bestritten hat. Darüber hinaus verbrachte er einen beträchtlichen Teil seiner Laufbahn in den europäischen Topligen. Seine größten Karriereerfolge feierte Heward im Trikot der kanadischen Nationalmannschaft mit den Goldmedaillengewinnen bei den Weltmeisterschaften 2003 und 2004. Seit November 2020 ist er als Assistenztrainer bei den Henderson Silver Knights in der American Hockey League (AHL) tätig.

## Karriere
Jamie Heward begann seine Karriere als Eishockeyspieler bei den Regina Pats, für die er von 1987 bis 1991 in der Western Hockey League (WHL) spielte. In dieser Zeit wurde er während des NHL Entry Draft 1989 in der ersten Runde als insgesamt 16. Spieler von den Pittsburgh Penguins ausgewählt, für die er jedoch nie spielte. Zunächst stand der Kanadier von 1991 bis 1994 insgesamt drei Jahre lang in der International Hockey League für die Muskegon Lumberjacks und die Cleveland Lumberjacks auf dem Eis. Nach der Saison 1994/95, in der Heward für das Team Canada aufgelaufen war, wurde der Verteidiger als Free Agent von den Toronto Maple Leafs aus der National Hockey League (NHL) unter Vertrag genommen, für die er zwei Jahre lang aktiv war. 
Am 31. Juli 1997 wurde Heward als Free Agent von den Philadelphia Phantoms aus der American Hockey League (AHL) verpflichtet, mit denen er am Saisonende den Calder Cup gewann. Nach einer Spielzeit verließ Heward die Phantoms wieder und unterschrieb einen Vertrag bei den Nashville Predators aus der NHL, bei denen er ebenso eine Saison spielte, wie anschließend bei den New York Islanders. Von 2000 bis 2002 gehörte Heward dem Kader der Columbus Blue Jackets an, während er von 2002 bis 2005 je eine Spielzeit lang in der Schweizer Nationalliga A beim Genève-Servette HC, den ZSC Lions und SCL Tigers spielte. 
Nach seiner Zeit in der Schweiz kehrte Heward im Sommer 2005 in die NHL zurück, wo er einen Vertrag bei den Washington Capitals erhielt, für die er in den folgenden zwei Spielzeiten aktiv war. Die Saison 2006/07 beendete er jedoch bei den Los Angeles Kings. Vor der folgenden Spielzeit wechselte der Verteidiger zum zweiten Mal in seiner Karriere nach Europa, wo er für den SKA Sankt Petersburg in der russischen Superliga auf dem Eis stand. Nach einer Saison kehrte der Kanadier zurück in die NHL, wo er einen Vertrag bei den Tampa Bay Lightning unterschrieb, die ihn unmittelbar vor dem Ende der Wechselfrist gemeinsam mit Olaf Kölzig, Andy Rogers und einem Viertrunden-Wahlrecht im NHL Entry Draft 2009 an die Toronto Maple Leafs abgaben, da der finanziell angeschlagene Klub so sein Restgehalt bis Juni sparen konnte. Im Gegenzug wechselte Richard Petiot nach Tampa. Nach der Saison beendete Heward seine aktive Karriere.
Nach einer mehrjährigen Pause wurde Heward im Sommer 2012 von den Swift Current Broncos aus der Western Hockey League als Assistenztrainer und Director of Player Development verpflichtet. Vor der Spielzeit 2018/19 wechselte er innerhalb der Liga als Assistenztrainer zu den Vancouver Giants, wo er in der Folge zwei Jahre tätig war. Darüber hinaus betreute er kanadische U17-Juniorenauswahlen bei den World U-17 Hockey Challenges 2016 und 2017 als hauptverantwortlicher Trainer.
Im November 2020 gaben die neu gegründeten Henderson Silver Knights aus der American Hockey League bekannt, Heward als Assistenten des ersten Cheftrainers Emanuel Viveiros verpflichtet zu haben.

### International
Für die kanadische Nationalmannschaft nahm Heward an den Weltmeisterschaften 1995, 2003, 2004 und 2005 teil. Dabei gewann er zwei Gold-, eine Silber- und eine Bronzemedaille. In den Jahren 2004 und 2005 blieb er jedoch ohne Einsatzminuten.

## Erfolge und Auszeichnungen
| - 1991 WHL East First All-Star Team - 1996 Teilnahme am AHL All-Star Classic - 1996 AHL First All-Star Team - 1998 Teilnahme am AHL All-Star Classic - 1998 Calder-Cup-Gewinn mit den Philadelphia Phantoms | - 1998 AHL First All-Star Team - 1998 Eddie Shore Award - 2002 Spengler-Cup-Gewinn mit dem Team Canada - 2002 Spengler Cup All-Star Team - 2003 Spengler-Cup-Gewinn mit dem Team Canada |

### International
- 1995 Bronzemedaille bei der Weltmeisterschaft
- 2003 Goldmedaille bei der Weltmeisterschaft
- 2004 Goldmedaille bei der Weltmeisterschaft
- 2005 Silbermedaille bei der Weltmeisterschaft

## Karrierestatistik

### International
Vertrat Kanada bei:
- Weltmeisterschaft 1995
- Weltmeisterschaft 2003
- Weltmeisterschaft 2004
- Weltmeisterschaft 2005

(Legende zur Spielerstatistik: Sp oder GP = absolvierte Spiele; T oder G = erzielte Tore; V oder A = erzielte Assists; Pkt oder Pts = erzielte Scorerpunkte; SM oder PIM = erhaltene Strafminuten; +/− = Plus/Minus-Bilanz; PP = erzielte Überzahltore; SH = erzielte Unterzahltore; GW = erzielte Siegtore; 1 Play-downs/Relegation; Kursiv: Statistik nicht vollständig)